# Lindsey Weerdenburg
Lindsey Weerdenburg (7 augustus 1988) is een Nederlands karateka uit Utrecht. Zij vertegenwoordigde Nederland tijdens internationale competities. 

## Carrière
Weerdenburg won meerdere grote titels in haar karatecarrière. Als jongste vrouw ooit van Nederland won zij in 2005 op zestienjarige leeftijd in Thessaloniki de Europese titel in de klasse tot 57 kilogram, een bronzen medaille -21 jaar bij het Wereldkampioenschap karate in Istanbul en is meervoudig Nederlands kampioen kata (schijngevecht) en kumite (sparring).
Weerdenburg werd tijdens haar karate carrière tweemaal genomineerd voor sporttalent van de gemeente Utrecht (2003 en 2005). Ook werd ze meerdere malen door de Karate-do Bond Nederland bekroond tot sporttalent en sportvrouw van het jaar. In 2023 won Karate Team Utrecht, waar Weerdenburg de hoofdtrainer is, een award voor sportclub van het jaar.
Na haar carrière speelt Weerdenburg nog steeds een grote rol binnen de karatewereld. Zo heeft ze een officieel "Karate-do" leraardiploma behaald en startte zij een eigen karateschool (Karate Team Utrecht) in Utrecht. Ook vervult Weerdenburg een rol als landelijk "dangraad" (zwarte band) examinator.
Vanaf 2023 is Weerdenburg in functie als bondstrainster van de Nederlandse jeugdselectie tot en met 16 jaar. Hier verzorgt zij voor de Karate-do Bond Nederland samen met Annelies Bouma trainingen voor de meest talentvolle sporters uit heel Nederland.
In 2024 werd Weerdenburg genomineerd voor Sportcoach van het jaar 2023 van de gemeente Utrecht. De sportverkiezingen wordt gehouden in het het Utrechtse Beatrix theater. Lindsey won de verkiezingen niet maar eindigde wel als beste vrouw van Utrecht bovenaan de lijst. Eind december schitterde Lindsey op de nationale televisie bij Zappsport the Battle (NPO3) samen met top karateka Lynn Snell. Tijdens deze battle stond Karate centraal en hebben beide voorbeeldfuncties de sport in goed daglicht gezet. 